# Nordic Orienteering Tour

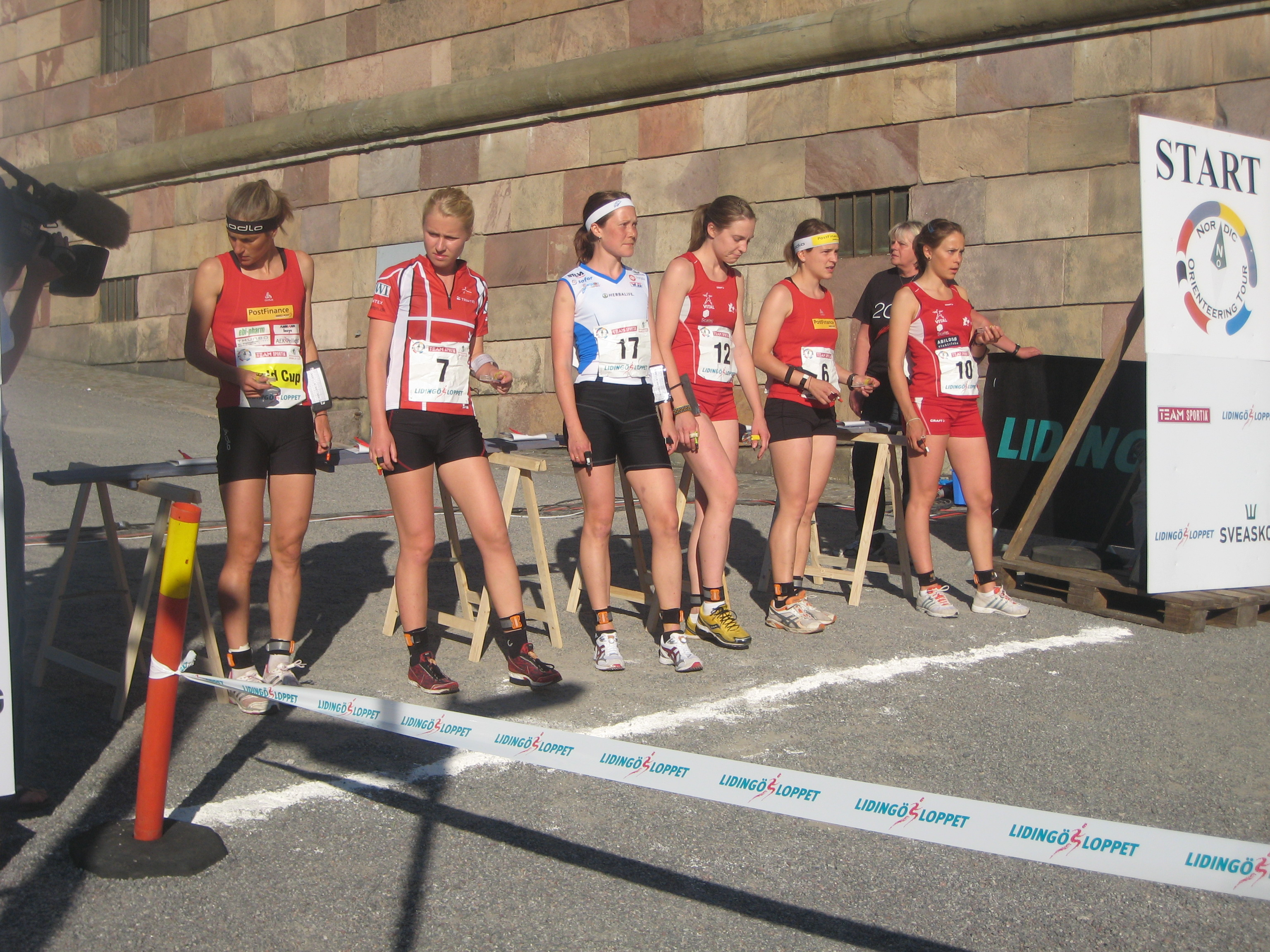
Startlinjen i damernas semifinalheat under sprinttävlingen i Stockholm.

Nordic Orienteering Tour, även kallat NORT är en orienteringstour som arrangeras av de nationella orienteringsförbunden i Finland, Norge och Sverige tillsammans. Touren ingår i världscupen i orientering och hade premiär 2010. Nordic Orienteering Tour består av 3-5 tävlingar i Norge, Sverige och Finland under 8 dagar. Den totala prissumman i tävlingen är 27000 euro, den högsta någonsin i världscupen.
Från och med 2014 läggs Nordic Orienteering Tour på is av de nordiska förbunden. Främsta anledningen till det var ekonomin, att det var dyrt att arrangera tävlingar med hög nivå och tv-sändningar.

## Nordic Orienteering Tour 2010
De tre olika tävlingarna tävlingarna har olika utformning. Den första tävlingen i Finland var en mix av medeldistans och sprint med individuell start. 
I den andra tävlingen i Sverige vare en så kallad Knock-out sprint. Tävlingsdagen inleddes med ett sprint-kval på förmiddagen där de 30 bästa löparna gick vidare till sprintfinalerna på eftermiddagen. Sprinttävlingen genomfördes i Gamla stan i Stockholm, och bestod av olika heat med kvartsfinaler, semifinaler och final. Varje heat har 6 löpare som startar tillsammans i masstart. Första och andra löparen är direktkvalificerade till nästa final. Ytterligare 2 kan gå vidare på tid. 
Den tredje tävlingen, i Norge, var en av en jaktstart, där starttiderna baseras på löparnas prestationer i de två första tävlingarna.

### Bilder
Bilder från deltävling 2 i Stockholm.

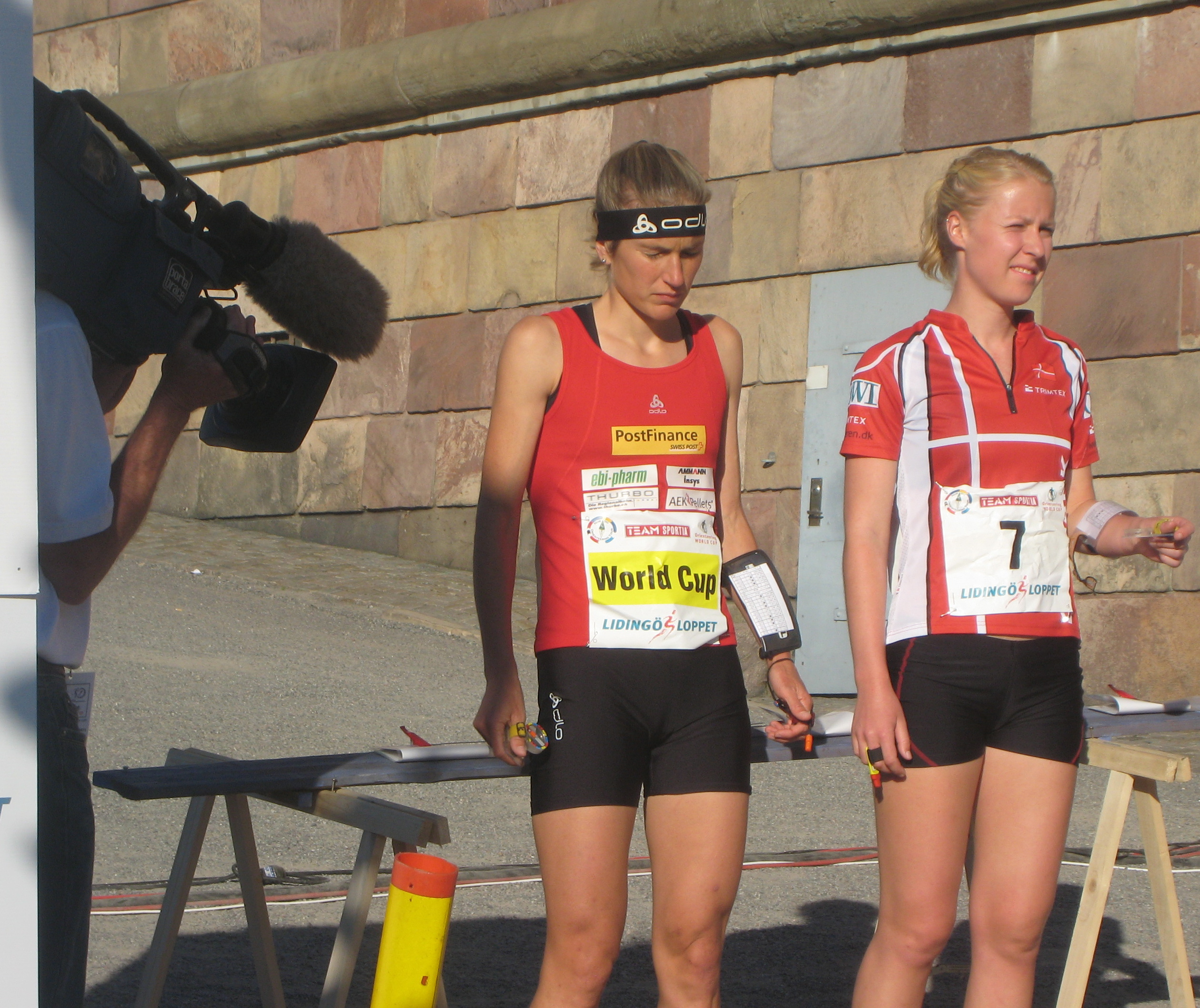
Simone Niggli och Maja Alm före start.
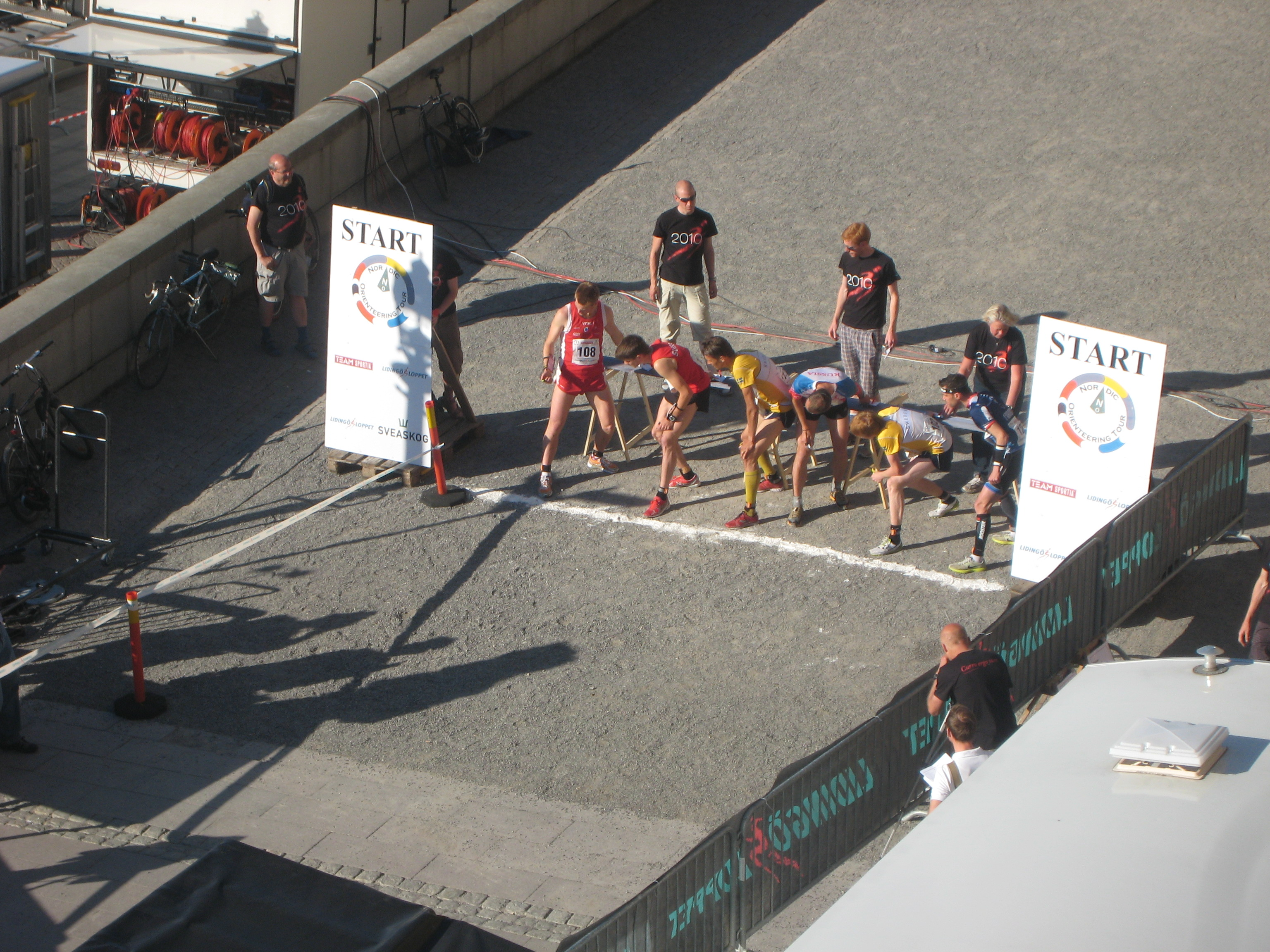
Start i herrarnas första semifinal.
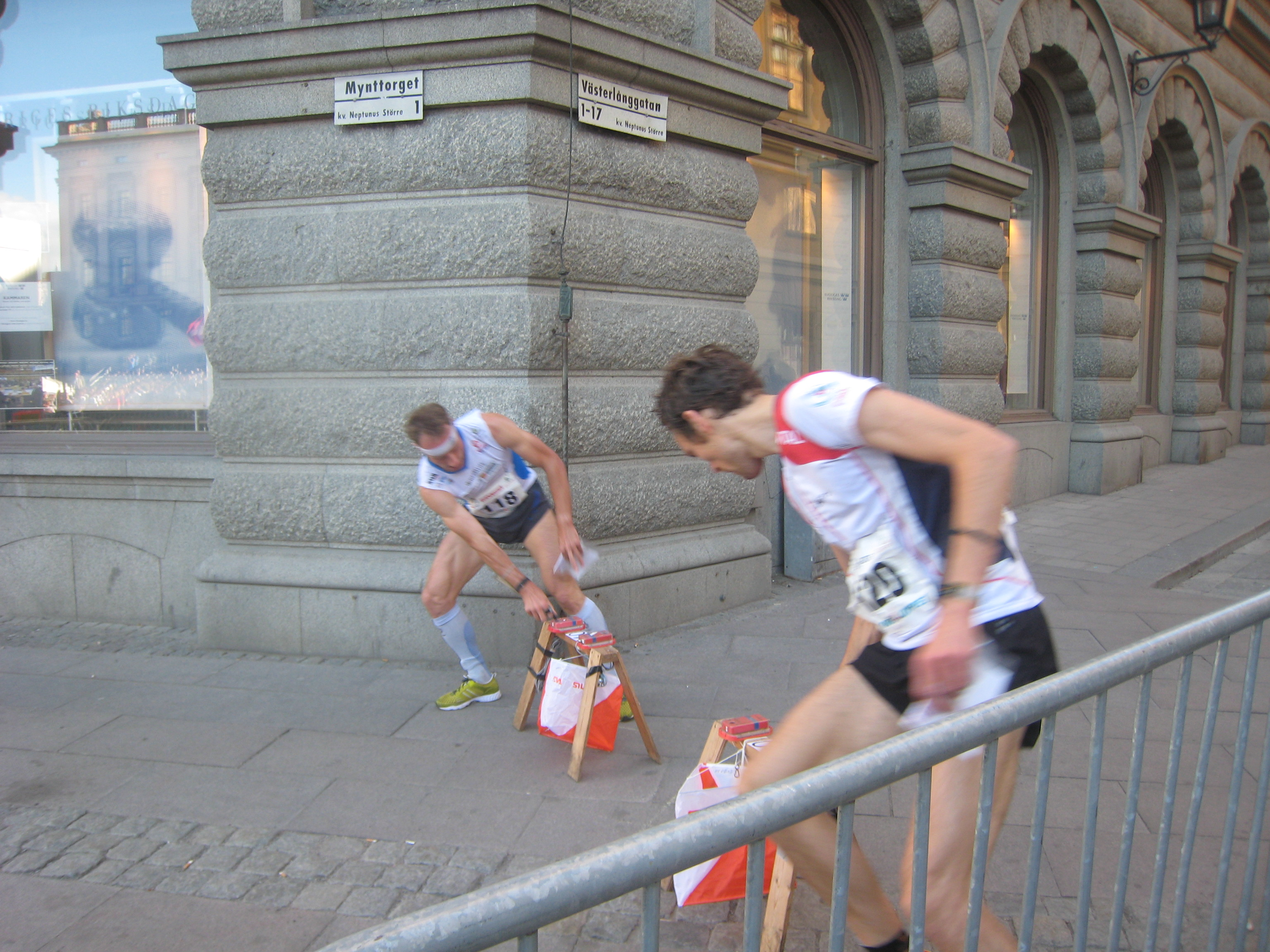
Två löpare passerar en kontroll vid Mynttorget.

### Resultat 2010

#### Etapp 1
Tusby, Finland – 17 juni 2010
| Pl. | Namn          | Tid    |
| --- | ------------- | ------ |
| 1   | Simone Niggli | 38.11  |
| 2   | Minna Kauppi  | + 35   |
| 3   | Lena Eliasson | + 1.13 |

| Pl. | Namn             | Tid   |
| --- | ---------------- | ----- |
| 1   | Daniel Hubmann   | 39.53 |
| 2   | Audun Weltzien   | + 6   |
| 3   | Valentin Novikov | + 31  |

#### Etapp 2
Stockholm, Sverige – 22 juni 2010
| Pl. | Namn               | Tid  |
| --- | ------------------ | ---- |
| 1   | Helena Jansson     | 9.21 |
| 2   | Beata Falk         | + 2  |
| 3   | Galina Vinogradova | + 5  |

| Pl. | Namn            | Tid  |
| --- | --------------- | ---- |
| 1   | Fabian Hertner  | 8.11 |
| 2   | Jerker Lysell   | + 4  |
| 3   | Franncois Gonon | + 6  |

#### Etapp 3
Raufoss, Norge – 26 juni 2010
| Pl. | Namn              | Tid   |
| --- | ----------------- | ----- |
| 1   | Simone Niggli     | 47.42 |
| 2   | Annika Billstam   | 47.59 |
| 3   | Marianne Andersen | 46.59 |

| Pl. | Namn           | Tid   |
| --- | -------------- | ----- |
| 1   | Audun Weltzien | 48.36 |
| 2   | Daniel Hubmann | 50.23 |
| 3   | Andrej Chramov | 48.07 |

## Nordic Orienteering Tour 2011
2011 hade Nordic Orienteering Tour samma upplägg som 2010, med 3 tävlingar. En i Sverige, en i Norge och en i Finland. Tävlingarna hölls mellan 16 och 25 juni 2011

### Resultat 2011

#### Etapp 1
Borgå, Finland – 16 juni 2011
| Pl. | Namn              | Tid   |
| --- | ----------------- | ----- |
| 1   | Linnea Gustavsson | 15.44 |
| 2   | Lena Eliasson     | + 8   |
| 3   | Annika Billstam   | + 10  |

| Pl. | Namn            | Tid   |
| --- | --------------- | ----- |
| 1   | Matthias Kyburz | 15.49 |
| 2   | Mattias Merz    | + 9   |
| 3   | Fabian Hertner  | + 10  |

#### Etapp 2
Göteborg, Sverige – 21 juni 2011
| Pl. | Namn               | Tid   |
| --- | ------------------ | ----- |
| 1   | Galina Vinogradova | 10.39 |
| 2   | Linnea Gustavsson  | + 2   |
| 3   | Lena Eliasson      | + 8   |

| Pl. | Namn            | Tid   |
| --- | --------------- | ----- |
| 1   | Jerker Lysell   | 10.24 |
| 2   | Daniel Hubmann  | + 9   |
| 3   | Matthias Kyburz | + 10  |

#### Etapp 3
Oslo, Norge – 25 juni 2011
| Pl. | Namn            | Tid   |
| --- | --------------- | ----- |
| 1   | Annika Billstam | 45.10 |
| 2   | Merja Rantanen  | 46.03 |
| 3   | Lena Eliasson   | 44.05 |

| Pl. | Namn           | Tid   |
| --- | -------------- | ----- |
| 1   | Daniel Hubmann | 53.20 |
| 2   | Mattias Merz   | 52.48 |
| 3   | Fabian Hertner | 51.52 |

## Nordic Orienteering Tour 2012
Inför Nordic Orienteering Tour 2012 ändrade man upplägget och lade till 2 tävlingar, så totalt var det 5 tävlingar 2012. 2 st var i Norge respektive Finland och ett lopp var i Sverige. Man ändrade även så att man räknade in tidigare resultat i slutresultatet. Detta året startade man också touren i Norge istället för som tidigare i Finland. Ytterligare en förändring var att man flyttade datumen på tävlingen från mitten på juni till början på september.

### Resultat 2012

#### Etapp 1
Oslo, Norge – 1 september 2012
| Pl. | Namn                            | Tid   |
| --- | ------------------------------- | ----- |
| 1   | Simone Niggli                   | 16.22 |
| 2   | Emma Klingenberg                | + 20  |
| 3   | Anne Margrethe Hausken Nordberg | + 22  |

| Pl. | Namn            | Tid   |
| --- | --------------- | ----- |
| 1   | Olav Lundanes   | 15.14 |
| 2   | Matthias Kyburz | + 1   |
| 3   | William Lind    | + 37  |

#### Etapp 2
Oslo, Norge – 2 september 2012
| Pl. | Namn             | Tid    |
| --- | ---------------- | ------ |
| 1   | Simone Niggli    | 29.09  |
| 2   | Judith Wyder     | + 1.09 |
| 3   | Tatyana Riabkina | + 1.51 |

| Pl. | Namn              | Tid    |
| --- | ----------------- | ------ |
| 1   | Thierry Gueorgiou | 29.00  |
| 2   | Peter Öberg       | + 42   |
| 3   | Matthias Kyburz   | + 1.06 |

#### Etapp 3
Göteborg, Sverige – 4 september 2012
| Pl. | Namn             | Tid   |
| --- | ---------------- | ----- |
| 1   | Emma Klingenberg | 10.05 |
| 2   | Tatyana Riabkina | + 5   |
| 3   | Judith Wyder     | + 6   |

| Pl. | Namn               | Tid  |
| --- | ------------------ | ---- |
| 1   | Matthias Kyburz    | 9.28 |
| 2   | Frederic Tranchand | + 4  |
| 3   | Peter Öberg        | + 13 |

#### Etapp 4
Vuokatti, Finland – 7 september 2012
| Pl. | Namn             | Tid   |
| --- | ---------------- | ----- |
| 1   | Simone Niggli    | 14.03 |
| 2   | Helena Jansson   | + 11  |
| 3   | Emma Klingenberg | + 17  |

| Pl. | Namn              | Tid   |
| --- | ----------------- | ----- |
| 1   | Jonas Leandersson | 14.53 |
| 2   | Matthias Kyburz   | + 9   |
| 3   | Fabian Hertner    | + 10  |

#### Etapp 5
Vuokatti, Finland – 8 september 2012
| Pl. | Namn           | Tid     |
| --- | -------------- | ------- |
| 1   | Simone Niggli  | 1:54.39 |
| 2   | Helena Jansson | 1:57.43 |
| 3   | Minna Kauppi   | 1:58.38 |

| Pl. | Namn              | Tid     |
| --- | ----------------- | ------- |
| 1   | Matthias Kyburz   | 1:58.41 |
| 2   | Thierry Gueorgiou | 1:59.30 |
| 3   | Olav Lundanes     | 1:59.45 |

## Nordic Orienteering Tour 2013
Under Nordic Orienteering Tour 2013 använde man samma upplägg som under 2012, med 5 tävlingar. Däremot flyttade man tillbaka tävlingen till juni.

### Resultat 2013

#### Etapp 1
Oslo, Norge – 1 juni 2013
| Pl. | Namn               | Tid   |
| --- | ------------------ | ----- |
| 1   | Simone Niggli      | 13.45 |
| 2   | Tove Alexandersson | + 20  |
| 3   | Ida Bobach         | + 48  |

| Pl. | Namn            | Tid   |
| --- | --------------- | ----- |
| 1   | Matthias Kyburz | 14.39 |
| 2   | Daniel Hubmann  | + 16  |
| 3   | Tue Lassen      | + 20  |

#### Etapp 2
Oslo, Norge – 2 juni 2013
| Pl. | Namn               | Tid    |
| --- | ------------------ | ------ |
| 1   | Simone Niggli      | 32.32  |
| 2   | Tove Alexandersson | + 1.31 |
| 3   | Mari Fasting       | + 1.33 |

| Pl. | Namn             | Tid   |
| --- | ---------------- | ----- |
| 1   | Carl Waaler Kaas | 37.10 |
| 2   | Gustav Bergman   | + 3   |
| 3   | Bjørn Ekeberg    | + 21  |

#### Etapp 3
Sigtuna, Sverige – 4 juni 2013
| Pl. | Namn             | Tid  |
| --- | ---------------- | ---- |
| 1   | Emma Klingenberg | 8.17 |
| 2   | Simone Niggli    | + 1  |
| 3   | Judith Wyder     | + 2  |

| Pl. | Namn                  | Tid  |
| --- | --------------------- | ---- |
| 1   | Fabian Hertner        | 8.12 |
| 2   | Øystein Kvaal Østerbø | + 1  |
| 3   | Matthias Kyburz       | + 1  |

#### Etapp 4
Åbo, Finland – 7 juni 2013
| Pl. | Namn             | Tid   |
| --- | ---------------- | ----- |
| 1   | Simone Niggli    | 14.03 |
| 2   | Emma Klingenberg | + 14  |
| 3   | Annika Billstam  | + 20  |

| Pl. | Namn            | Tid   |
| --- | --------------- | ----- |
| 1   | Matthias Kyburz | 13.51 |
| 2   | Daniel Hubmann  | + 1   |
| 2   | Jerker Lysell   | + 1   |

#### Etapp 5
Vuokatti, Finland – 8 september 2012
| Pl. | Namn             | Tid     |
| --- | ---------------- | ------- |
| 1   | Tatyana Riabkina | 1:01.01 |
| 2   | Annika Billstam  | 1:01.17 |
| 3   | Simone Niggli    | 1:01.18 |

| Pl. | Namn            | Tid     |
| --- | --------------- | ------- |
| 1   | Matthias Müller | 1:13.20 |
| 2   | Mårten Bodström | 1:13.46 |
| 3   | Filip Dahlgrem  | 1:13.49 |